# Zengenasee
Der Zengenasee (Zingini Kibeb Hayk') ist ein nahezu kreisrunder Kratersee in Äthiopien.

## Beschreibung
Der See befindet sich in der Awi-Zone der Amhara-Region Äthiopiens und ist neben dem Tirbasee einer von zwei Kraterseen in Awi. Er liegt zwischen den Ortschaften Injibara und Kessa nur 200 m von der Hauptverbindungsstraße Addis Ababa – Bahir Dar auf 2514 Meter über dem Meeresspiegel. Mit einer maximalen Tiefe von 166 m ist der Zengena der zweittiefste See Äthiopiens nach dem Shala. Der Durchmesser des Sees beträgt ungefähr 1 km.